# Lorenz Langenegger

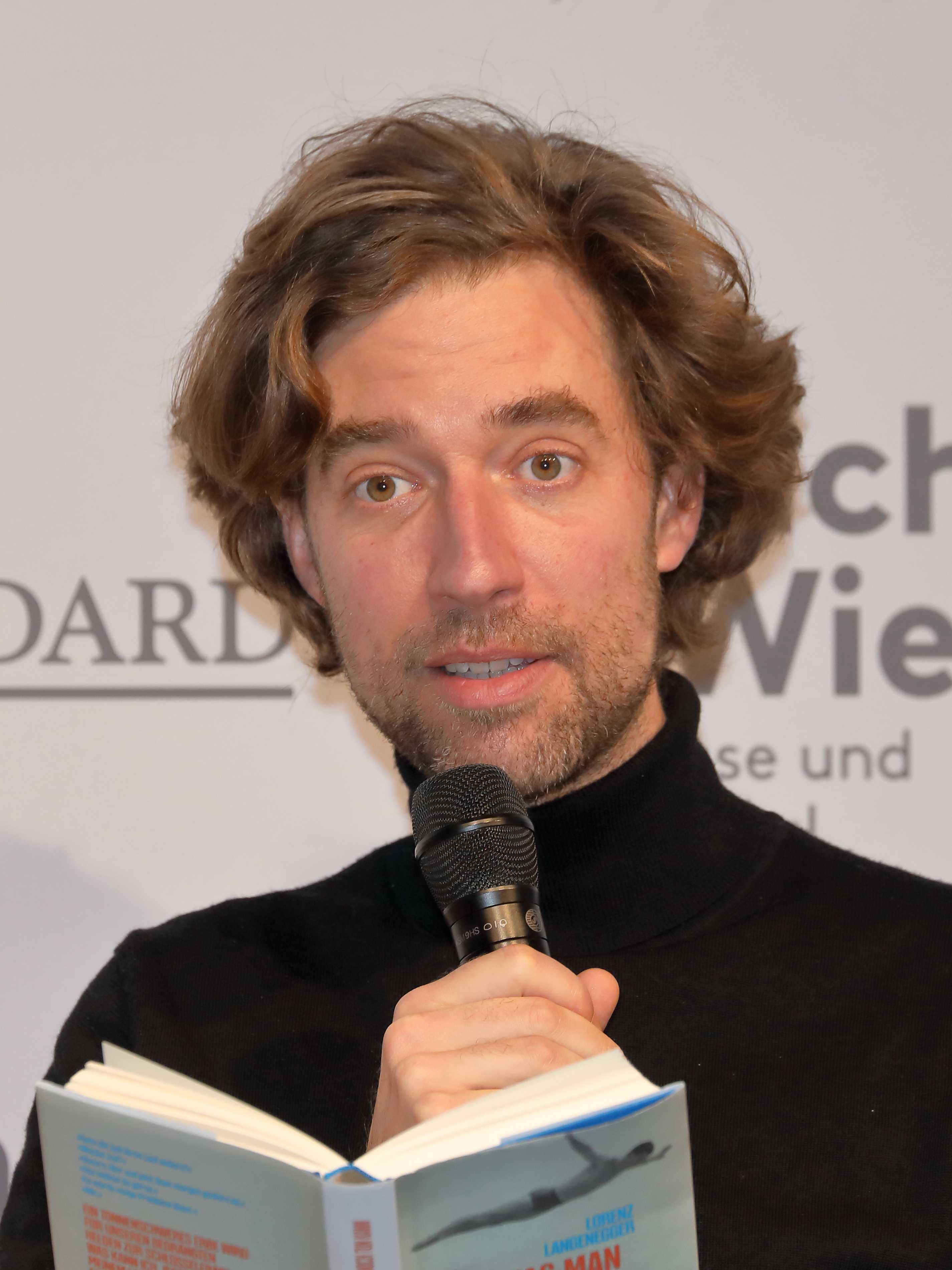
Lorenz Langenegger

Lorenz Langenegger (* 23. April 1980 in Zürich) ist ein Schweizer Schriftsteller.

## Leben
Langenegger studierte einige Semester Theater- und Politikwissenschaft an der Universität Bern. Er nahm am Dramenprozessor teil, bei dem das Stück Nah und hoch hinaus entstand, das 2008 am Nationaltheater Mannheim uraufgeführt wurde. Das Stück Rakows Dom gewann den 4. Stückewettbewerb der Schaubühne Berlin.
2009 wurde er von Alain Claude Sulzer zu den 33. Tagen der deutschsprachigen Literatur vorgeschlagen. Der dort vorgelesene Text gehörte zu seinem Debütroman Hier im Regen, der im selben Jahr im Herbst beim Verlag Jung und Jung erschien. Er erhielt im selben Jahr den Franz-Tumler-Literaturpreis und wurde Kitzbüheler Stadtschreiber. Für sein Theaterstück Wo wir sind erhielt er 2012 den Stückepreis der Société Suisse des Auteurs (SSA) Prix SSA 2012 à l’écriture théâtrale. Seither erschienen mit größeren Abständen weitere Romanveröffentlichungen. Langenegger ist zusammen mit Christoph Simon und Urs Mannhart Mitglied der Autorengruppe „Die Autören“.
Sein gemeinsam mit Stefan Brunner verfasstes Krimi-Drehbuch für den Tatort: Züri brännt wurde im Januar 2020 gedreht und am 18. Oktober 2020 erstgesendet.
Lorenz Langenegger lebt in Zürich.

## Rezeption
Paul Jandl schrieb 2009 in einer Rezension in der Neuen Zürcher Zeitung "Hier im Regen", der Roman, in dem sich zwar die Schleusen des Himmels öffnen, um die Berner Altstadt zu überschwemmen, der aber doch alles beim Alten belässt, ist weder ein spektakuläres noch ein ironisches Buch. Es lebt von einer sympathetischen Haltung, die den Langeweiler zur literarischen Figur erhebt, ohne selbst jemals langweilig zu sein. Als einfühlsamer Prosaist des leisen Unglücks wird Langenegger künftig vielleicht nicht zu überhören sein.
Martin Ebel schrieb 2014 in einer Rezension in der Literarischen Welt: Lektüre kann auch eine Art Strafhaft sein, wenn man die Lektürezeit mit einer durch und durch uninteressanten Person verbringen muss.

## Werke
- Hier im Regen. Roman. Jung und Jung, Salzburg 2009, ISBN 978-3-902497-50-5.
- Bei 30 Grad im Schatten. Roman. Jung und Jung, Salzburg 2014, ISBN 978-3-99027-048-6.
- Dorffrieden. Roman. Jung und Jung, Salzburg 2016, ISBN 978-3-99027-090-5.
- Jahr ohne Winter. Roman. Jung und Jung, Salzburg 2019, ISBN 978-3-99027-233-6.
- Was man jetzt noch tun kann. Roman. Jung und Jung 2022, ISBN 978-3-99027-269-5.

## Filmografie (Auswahl)
- 2020: Tatort: Züri brännt
- 2021: Tatort: Schoggiläbe